# Aphanius danfordii
Aphanius danfordii е вид лъчеперка от семейство Cyprinodontidae. Видът е критично застрашен от изчезване.

## Разпространение
Видът е ендемичен за река Къзълърмак и горните течения на река Сейхан в Турция.